# 관측 가능한 우주
관측 가능한 우주는 현재 지구 또는 우주 망원경 및 탐사 탐사선에서 관측할 수 있는 모든 물질로 구성된 우주 공 영역이다; 우주 팽창의 시작부터 이러한 천체들로부터 전자기 복사가 태양계와 지구에 도달할 시간이 있었다. 처음에는, 2021년에 은하의 숫자는 뉴 허라이즌스의 데이터를 기반으로 한 수천억 개에 불과한 것으로 추산되었지만, 관측 가능한 우주에는 2조 개의 은하들이 있을 수 있다고 추정된다. 우주가 등방성이라고 가정하면, 관측 가능한 우주의 가장자리까지의 거리는 모든 방향에서 개략적으로 동일하다. 즉, 관측 가능한 우주는 관찰자를 중심으로 하는 구형의 영역이다. 우주의 모든 위치에는 그 자체의 관측 가능한 우주가 있으며, 이는 지구를 중심으로 하는 우주와 겹칠 수도 있고 겹치지 않을 수도 있다.
이러한 의미에서 관측 가능이라는 단어는 물체에서 빛이나 기타 정보를 감지하는 현대 기술의 능력 또는 감지할 것이 있는지 여부를 나타내지 않는다. 그것은 광속으로 인해 생기는 물리적 한계를 나타낸다. 어떤 신호도 빛보다 빠르게 이동할 수 없으므로, 그 신호들이 아직 우리에게 도달할 수 없었기 때문에, 따라서 아무것도 감지할 수 없는 어떤 최대 거리(입자 지평선이라고 부름)가 있다. 때때로 천체물리학자들은 재결합(수소 원자들이 양성자들로부터 형성되고 전자들과 광자들이 방출될 때) 이후 방출된 신호들만 포함하는 가시적 우주와 우주 팽창(전통적인 물리 우주론의 대폭발(빅뱅), 현대 우주론의 급팽창 시대(inflationary epoch)의 끝)이 시작된 이후의 신호들을 포함하는 관측 가능한 우주를 구별한다.
계산들에 따르면, 가시 우주의 반지름을 나타내는, 우주 마이크로파 배경 복사가 방출된 입자들까지의 현재의 공변거리는 약 140억 파섹 (약 457억 광년)이다; 관측 가능한 우주의 가장자리까지의 공변거리는 약 143억 파섹(약 466억 광년)으로 약 2% 더 크다. 관측 가능한 우주의 반지름은 따라서 약 465억 광년으로 추정된다. 지름은 약 880요타미터와 같은 28.5기가파섹(930억 광년 또는 8.8 × 1026m)이다. 관측 가능한 우주의 임계 밀도와 지름을 사용하면, 우주에 있는 일반 물질의 총 질량은 약 1.5 × 1053kg으로 계산될 수 있다. 2018년 11월에, 천문학자들은 은하계외 배경광(extragalactic background light EBL)이 4 × 1084개 광자들이라고 보고했다.
우주의 팽창이 가속됨에 따라, 현재 관측 가능한 모든 천체들은, 우리 지역의 초은하단 외부에서, 점차적으로 더 붉고 또한 더 희미한 빛을 방출하면서, 결국 시간이 지나면서 얼어붙을 것으로 보인다. 예를 들어, 현재 적색편이 z가 5에서 10인 물체는 40억-60억 년 이상은 관측 가능한 상태로 유지될 수 없을 것이다. 또한, 어떤 특정 공변거리(지금은 약 190억 파섹) 너머에 있는 천체들에서 방출되는 빛은 결코 지구에 도달하지 않을 것이다.

## "우주" 대 "관측 가능한 우주"
우주의 크기는 알 수 없으며, 또한 그것은 범위에서 무한할 수 있다. 우주의 일부들은 대폭발(빅뱅) 이후 방출된 빛이 지구나 우주 기반 기기들에 도달하기에 충분한 시간을 가지기에는 너무 멀리 떨어져 있으므로, 따라서 관측 가능한 우주 밖에 놓여 있다. 미래에는, 먼 은하들에서 오는 빛이 이동하는 데 더 많은 시간이 걸리므로, 추가 지역들이 관측 가능하게 될 것으로 예상할 수 있다. 그렇지만, 허블-르메트르 법칙으로 인해, 지구에서 충분히 멀리 떨어져 있는 지역들은 빛의 속도보다 빠르게 팽창하고 있다 ― 더욱이, 암흑 에너지로 인해 팽창 속도가 가속화되고 있는 것으로 보인다.
암흑 에너지가 일정하게 유지되어(불변하는 우주상수) 우주의 팽창 속도가 계속 가속된다고 가정하면, 그 한계를 벗어난 천체들에서 방출되는 빛은 결코 지구에 도달할 수 없으므로, 그 너머에는 천체들이 무한한 미래의 어느 시점에서든 관측 가능한 우주에 절대 들어가지 않을 한 "미래 가시성 한계"가 있다; 허블 매개변수는 시간이 지남에 따라 감소하고 있으므로, 지구에서 빛보다 단지 약간 빠르게 후퇴하는 어떤 은하가 결국 지구에 도달하는 신호를 방출하는 경우가 있을 수 있다는 점에 유의하라. 이 미래 가시성 한계는, 우주가 영원히 계속 팽창할 것이라고 가정할 때, 190억 파섹(620억 광년)의 공변거리에서 계산되며, 이는 무한한 미래에 이론적으로 관측할 수 있는 은하들의 수가 현재의 관측 가능한 은하들의 수보다 단지 2.36배(적색편이 효과를 무시하면) 정도만 많다는 것을 시사한다.

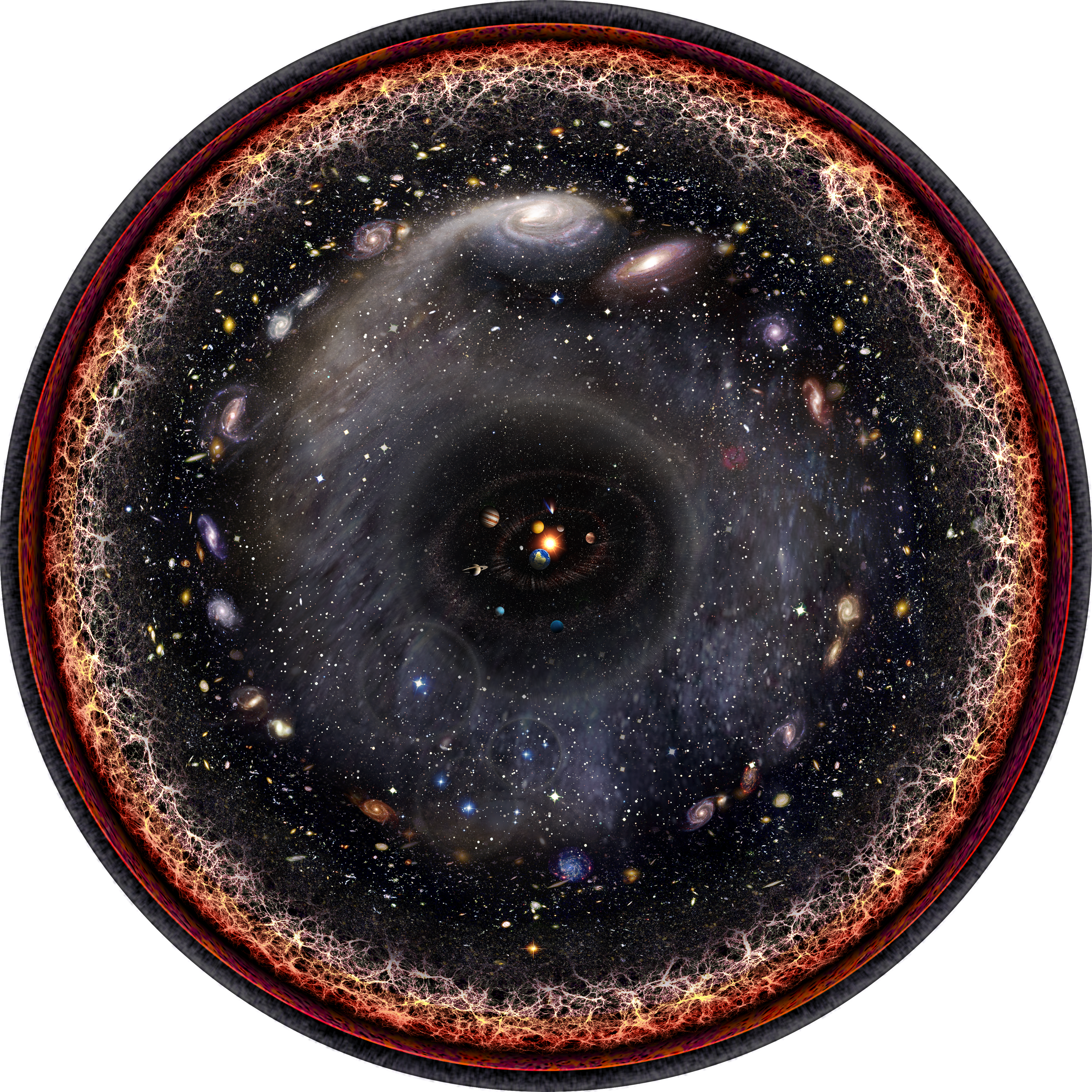
로그 눈금으로 표현한 예술가의 관측 가능한 우주, 태양계를 중심에 두고 내행성, 외행성, 카이퍼벨트, 오르트 구름, 센타우루스자리 알파, 페르세우스자리 팔, 우리 은하, 안드로메다 은하, 가까운 은하들, 우주 웹, 우주 마이크로파 배경 그리고 가장자리에 있는 대폭발(빅뱅)의 보이지 않는 플라즈마. 천체들은 모양을 이해시키려고 확대되어 나타난다.

원칙적으로, 미래에는 더 많은 은하들이 관측될 것이다; 실제로는, 계속되는 팽창으로 인해 점점 더 많은 은하가 극도로 적색편이될 것이어서, 너무 많이 그들은 시야에서 사라지고 또한 보이지 않게 될 것이다. 또한, 어떤 주어진 공변 거리에 있는 한 은하는, 만일 우리가 과거 역사에서 어느 시대에나 은하가 방출한 신호를 수신할 수 있다(말하자면, 빅뱅 이후 단지 5억 년 만에 은하에서 보낸 한 신호) "관측 가능한 우주" 내에 놓여 있는 것으로 정의된다; 그러나 우주의 팽창 때문에, 그것이 비록 관측 가능한 우주의 공변 거리보다 짧은 거리에 남아있다고 하더라도, 은하에서 보낸 신호가 무한한 미래의 어느 시점에서도 지구에 도달하지 못하는 시대가 있을 수 있다(그래서, 예를 들어, 빅뱅 후 100억 년이 지난 은하의 모습을 볼 수 없을 수도 있다),   이것은 지구로부터의 거리가 시간이 지남에 따라 변하는 우주 사건의 지평선의 한 유형을 정의하는 데 사용할 수 있다. 예를 들어, 이 지평선까지의 현재 약 160억 광년인 거리는, 현재 발생하는 한 사건의 신호는 만일 그 사건이 160억 광년 미만 떨어져 있으면 결국 미래에 지구에 도달할 수 있음을 의미하지만, 만일 그 사건이 160억 광년 이상 떨어져 있으면 그 신호는 결코 지구에 도달하지 않을 것이다.
이 우주 사건 지평선 이전의 공간은 "도달 가능한 우주"라고 부를 수 있으며, 즉 우리가 오늘 떠나면 그보다 가까운 모든 은하가 도달 할 수 있으며 그 이상의 모든 은하는 도달 할 수 없다. 간단한 관측은 미래의 가시 한계(620억 광년)가 현재 가시 한계(460억 광년)에 더해진 도달 가능한 한계(160억 광년)와 정확히 같음을 보여다.
우주론에서의 대중적 또한 전문적 연구 소논문들 둘 다 종종 "우주"라는 용어를 "관측 가능한 우주"를 의미하기 위해 사용한다. 이것은 많은 믿을만한 이론들이 관측 가능한 우주보다 훨씬 더 큰 한 전체 우주를 요구하지만, 지구와 인과적으로 단절된 우주의 어떤 부분에 대한 직접적인 실험으로는 아무것도 알 수 없다는 근거에서 정당화될 수 있다. 관측 가능한 우주의 경계가 전체로서의 우주에 어떤 경계를 구성한다는 증거는 없으며, 주류 우주론 모형들 중 어느 것도 처음부터 우주가 물리적 경계를 갖을 수 있다고 주장하지 않는다. 그렇지만, 일부 모형들은 그것이, 가장자리가 없는 한 구의 2D 표면의 고차원 유사체처럼, 유한하지만 경계가 없을(unbounded) 수 있다고 제안한다.
우리의 관측할 수 있는 우주에 있는 은하들이 우주에 있는 은하들의 극히 일부에 불과하다는 것은 그럴듯하다. 창시자 앨런 구스와 D. 카자나스가 처음 도입한 우주 급팽창 이론에 따르면, 만일 급팽창이 대폭발(빅뱅) 이후 약 10-37초에 시작되었으며 또한 급팽창이 발생하기 전 우주의 크기는 광속과 나이를 곱한 것과 거의 같았다고 가정하면, 이는 현재 전체 우주의 크기가 (1.5 × 1034광년)―관측 가능한 우주 반지름의 최소 3 × 1023배임을 시사한다.
만일 우주가 유한하지만 경계가 없다면, 우주가 관측 가능한 우주보다 작을 수도 있다. 이 경우, 우리가 아주 먼 은하들로 간주하는 것이 실제로는, 우주를 일주를 한 빛에 의해 형성된, 가까운 은하들의 복제 이미지들일 수 있다. 은하의 다른 이미지는 그 역사에서 다른 시대를 보여줄 것이고 결과적으로 상당히 다르게 보일 수 있기 때문에, 이 가설을 실험적으로 테스트하는 것은 어렵다. 빌레비츠Bielewicz 등은 마지막 산란 표면의 직경에 27.9기가파섹(910억 광년)의 한 아래 경계(low bound)를 설정한다고 주장한다. 이 값은 WMAP 7년차 데이터의 매칭-원(matching-circle) 분석을 기반으로 한다. 이 접근법은 논쟁을 초래하였다.

## 크기

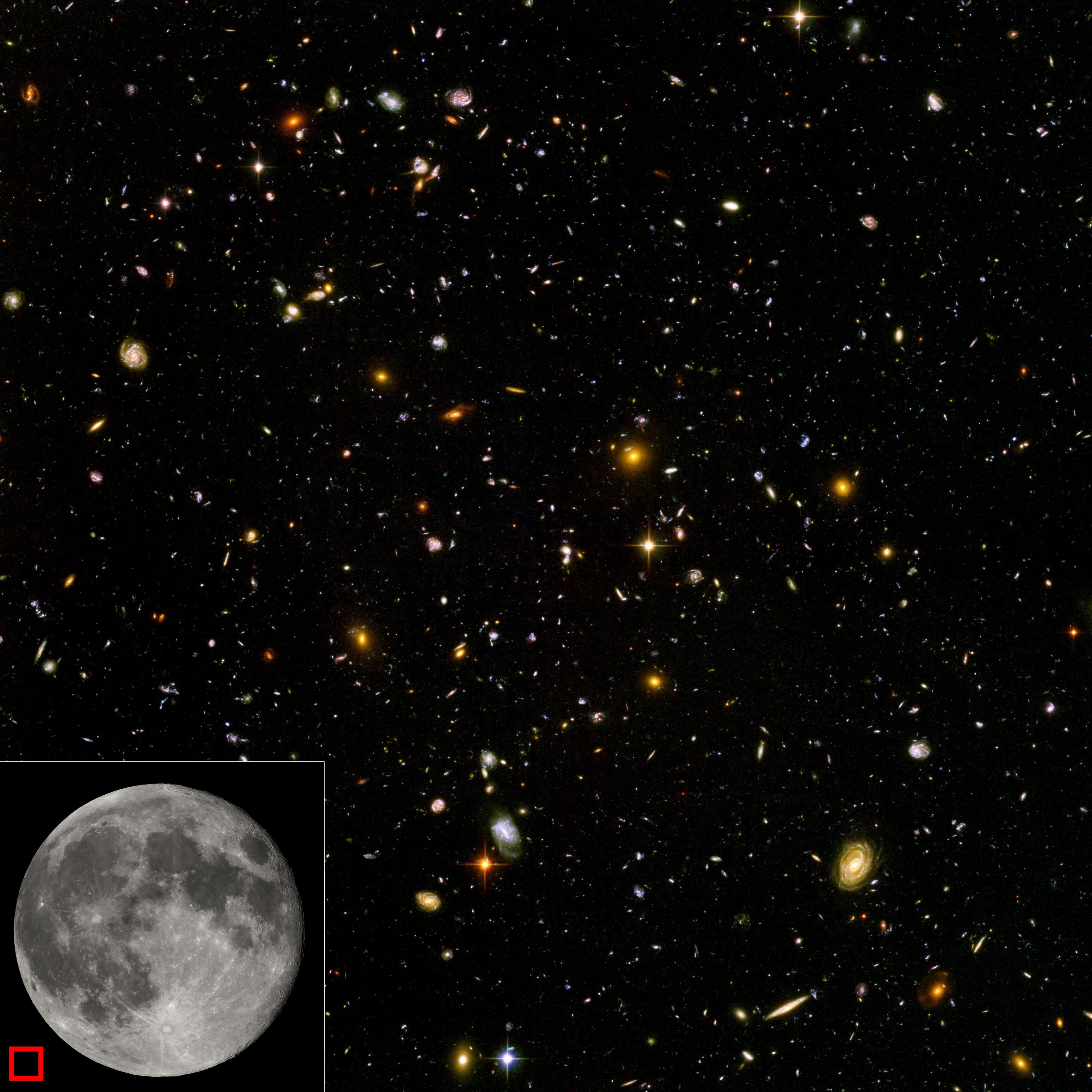
관측 가능한 우주의 한 지역인 화로자리의 허블 울트라 딥필드 사진, 이것이 하늘에서 차지하는 부분은 사진 좌측 하단의 빨간 사각형 공간과 동일하다. 사진의 각 점들은 한 은하이며, 수십억 개의 별들로 이루어져 있다. 가장 작은, 가장 크게 적색편이 된 은하들로부터의 빛은 거의 138억 년 전에 비롯되었다.

지구에서 관측 가능한 우주의 가장자리까지의 공변거리는 어떤 방향으로든 약 14.26기가파섹(465억 광년 또는 4.40×1026m)이다. 관측 가능한 우주는 따라서 직경 대략 28.5기가파섹(930억 광년 또는 8.8×1026m)의 한 구체이다. 공간이 거의 평평하다고 (유클리드 공간이라는 의미에서) 가정하면, 이 크기는 공변체적 약 1.22×104Gpc3(4.22×105Gly3 또는 3.57×1080m3)에 해당한다.
이것들은, 빛이 방출된 시점의 거리가 아니라, 지금의 (우주시로) 거리들이다. 예를 들어, 지금 당장 우리가 보고 있는 우주 마이크로파 배경 복사는 약 138억 년 전에 발생한 대폭발(빅뱅) 이후 약 38만년 후에 발생한광자 디커플링의 시간에 방출되었다. 이 복사는, 개재하는 시간 동안, 대부분이 은하들로 응축된 물질에 의해 방출되었으며, 그 은하들은 지금 지구로부터 약 460억 광년 떨어진 것으로 계산된다. 빛이 방출되었을 때 그 물질까지의 거리를 추정하기 위해, 팽창하는 우주를 모델링하는 데 사용되는 프리드만-르메트르-로버트슨-워커 계량에 따라 만일 우리가 현재에  적색편이 z의 빛을 수신한다면, 빛이 원래 방출된 시간의 척도인자는 다음에 의해  주어진다

{\displaystyle a(t)={\frac {1}{1+z}}.}

다른 측정값과 결합된 WMAP 9년차 결과는 z = 1091.64±0.47과 같은 광자 디커플링의 적색 편이를 제공하며, 이는 광자 다커플링 시점의 척도인자가 1⁄1092.64임을 의미한다. 따라서 원래 가장 오래된 우주 마이크로파 배경 광자들을 방출한 물질의 어떤 현재 거리가 460억 광년이라면, 그 광자가 처음 방출되었을 때 그 거리는 약 4200만 광년에 불과했을 것이다.
관측 가능한 우주의 가장자리까지의 광행거리는 우주의 나이 138억 광년에 빛의 속도를 곱한 값이다. 이것은 우주 마이크로파 배경에서와 같이 대폭발 직후에 방출된 광자가 지구의 관측자에게 도달하기 위해 이동한 거리이다. 시공간은, 우주팽창에 대응하여, 휘어지기 때문에, 이 거리는 어느 순간의 실제 거리와 일치하지는 않는다.

## 거대구조

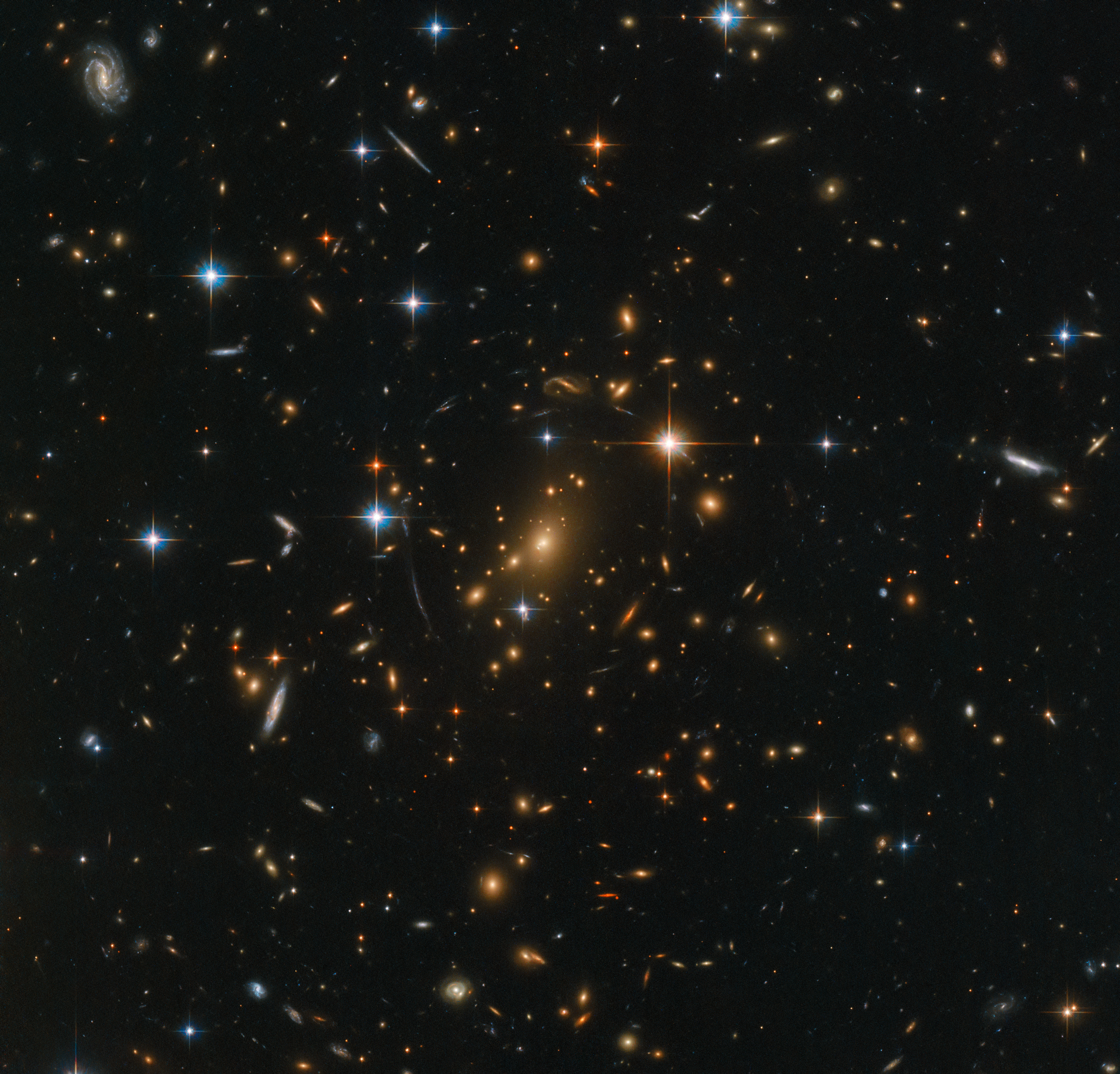
RXC J0142.9+4438과 같은 은하단은 우주 전체를 관통하는 우주 웹의 노드이다.

다양한 파장 대역의 전자기 복사(특히 21cm 방출)에 대한 전천탐사(sky survey)들 및 지도화는 우주 구조의 내용과 특성에 대한 많은 정보를 제공했다. 구조의 조직은 초은하단들과 필라멘트들의 규모까지 조직이 있는 한 계층적 모형을 따르는 것으로 나타난다. 이보다 더 큰(30과 200메가파섹 사이의 규모들), 지속적인 구조가 없는 것으로 보이며, 이러한 현상은 거대함의 끝(End of Greatness)이라고 불린다.

### 장벽, 필라멘트, 노드, 거시공동

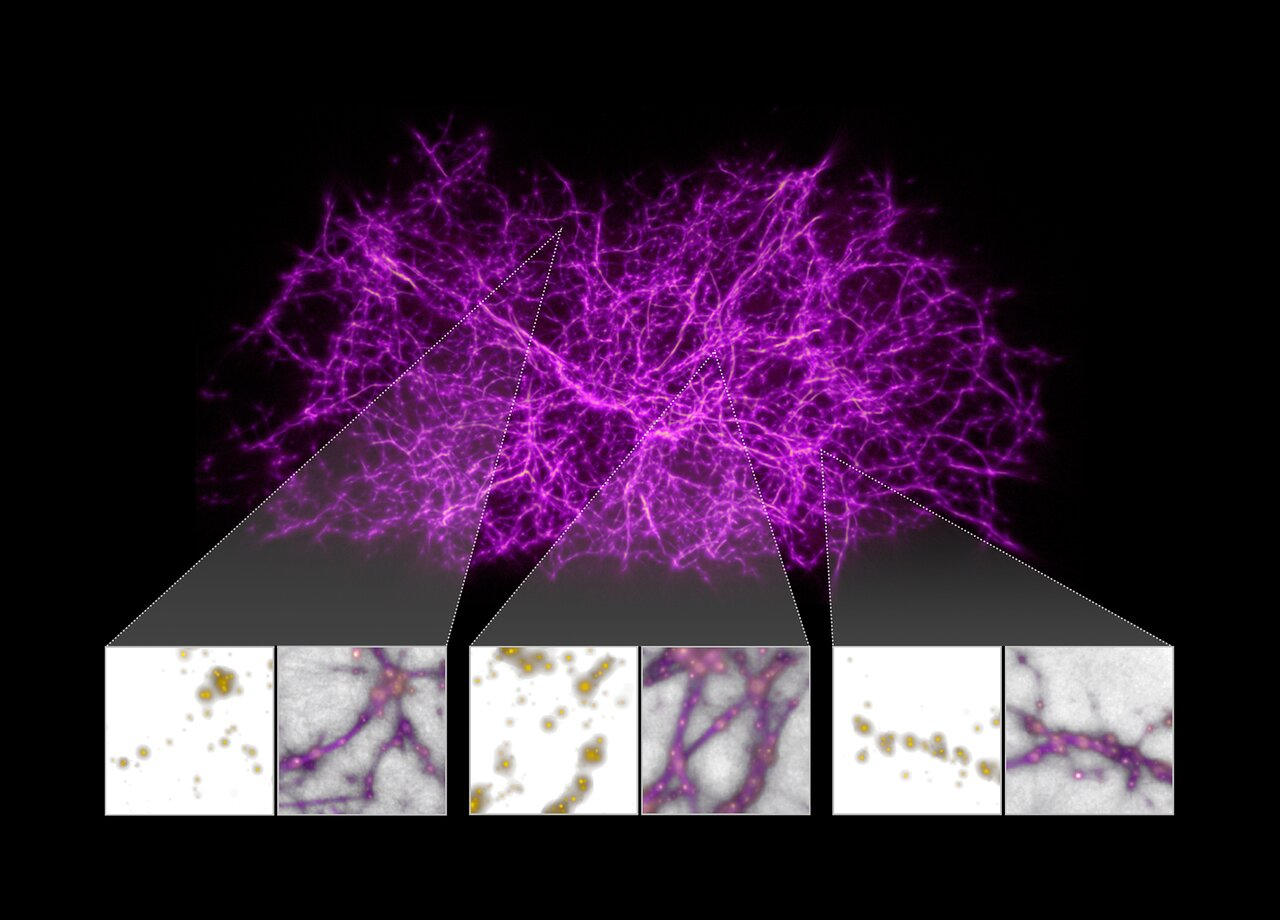
점균류(Slime Mold)에서 영감을 얻은 알고리즘에서 생성된 우주 웹의 지도

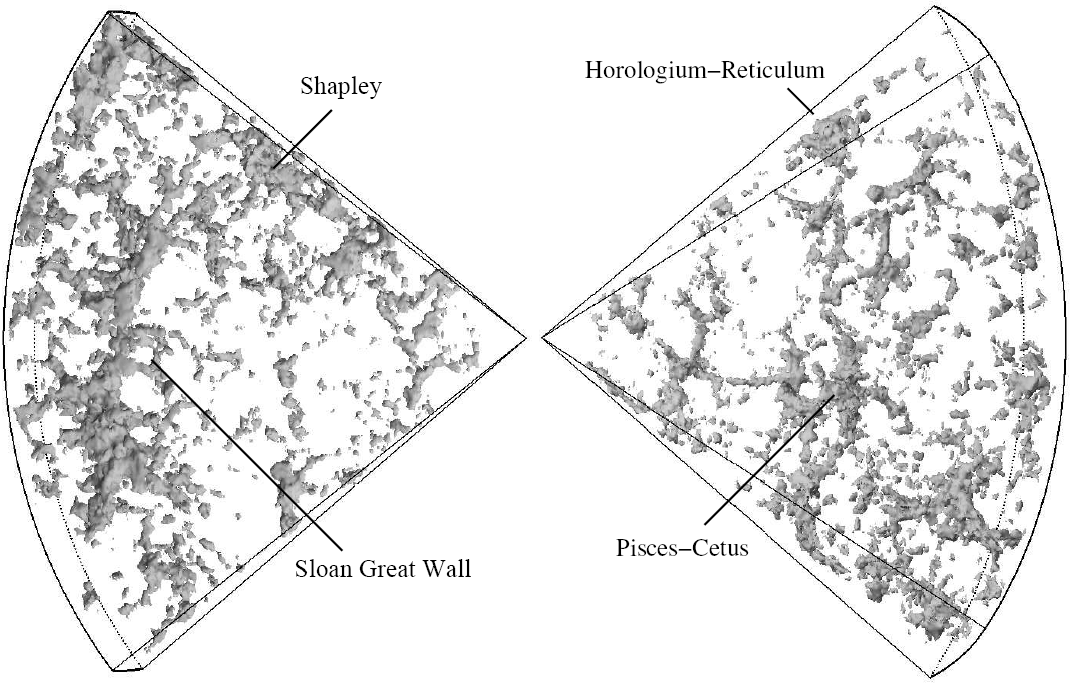
2dF 은하 적색편이 탐사의 안쪽 부분의 DTFE 재구성

대부분의 우주론자들이 그 규모의 천체 물리학을 거의 다루지 않지만, 구조의 조직화는 별의 수준에서 시작하는 것이 거의 틀림없다. 별들은 은하들로 조직되고, 차례로 은하군들, 은하단들, 초은하단들, 판들, 장벽 및 필라멘트들을 형성하며, 이들은 거대한 거시공동들로 분리되어 때때로 "우주 웹"(cosmic web)이라고 불리는 거대한 한 거품 같은 구조를 생성한다. 1989년 이전에는, 일반적으로 비리얼화 은하단들이 현존하는 가장 큰 구조이며, 또한 우주 전체에 걸쳐 모든 방향으로 거의 균일하게 분포되어 있다고 흔히 가정했다. 그렇지만, 1980년대 초반부터, 점점 더 많은 구조들이 발견되었다. 1983년에, 아드리안 웹스터Adrian Webster는 다섯 개의 퀘이사로 이루어져 있는 한 거대퀘이사군인 웹스터 LQG(Webster LQG)를 발견했다. 이 발견은 거대구조의 첫 번째 식별이었고, 우주에서 알려진 물질의 군집화에 대한 정보를 확장시켰다.
1987년에는, 로버트 브렌트 툴리Robert Brent Tully가 우리은하가 포함되어 있는 은하 필라멘트, 물고기자리-고래자리 복합 초은하단을 발견했다. 이것의 폭은 약 10억 광년이다. 같은 해에, 은하들의 평균 분포보다 훨씬 낮은 특이하게 거대한 공간이 발견되었는데, 그것은 폭 13억 광년의 초대 거시공동(Giant Void)이다. 적색편이 탐사 자료에 근거하여, 1989년에 마가렛 겔러Margaret Geller와 존 후크라John Huchra는 길이 5억 광년 이상, 폭 2억 광년, 두께 1500만 광년의 한 은하 시트인 "장벽(Great Wall)"을 발견했다. 이러한 구조의 존재는 적색편이로부터 거리 정보를 가진 은하에 대해 위치 정보를 결합하여 3차원 공간에서의 은하의 위치를 필요로 하기 때문에 오래동안 눈에 띄지 않았다. 2년 후, 천문학자 로저 G. 클로즈Roger G. Clowes와 루이스 E. 캄푸사노Luis E. Campusano는 발표된 시점에서 발견된 것 중 가장 큰 구조였던, 폭이 최대 20억 광년에 달하는 한 거대퀘이사군인 클로즈-캄푸사노 LQG를 발견하였다. 2003년 4월에, 또다른 거대구조가 발견되었는데, 슬론 장성이다. 2007년 8월에는 초거시공동 후보가 에리다누스자리에서 발견되기도 하였다. 이것은 현재 선호되는 우주론적 모형에서 매우 가능성이 낮은 극초단파 전천의 차가운 영역인 'CMB 콜드 스팟(CMB cold spot)'과 일치한다. 이 초거시공동은 그 차거운 스팟을 유발할 수 있지만 그렇게 하려면, 크기가 아마도 10억 광년으로, 거의 위에서 언급한 초대 거시공동만큼 엄청나게 커야 한다.

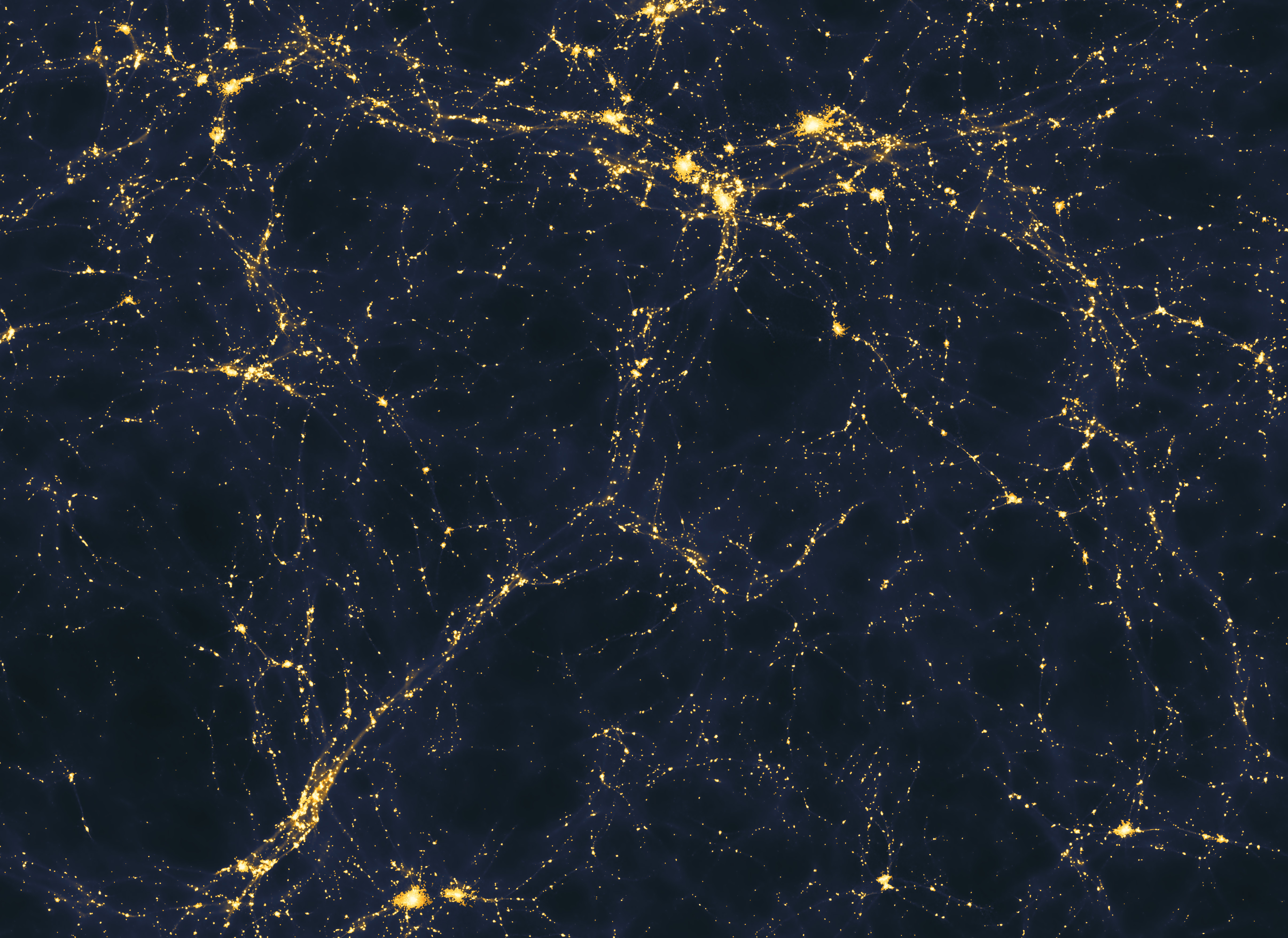
한 폭 5000만 광년 이상의 공간의 면적에 대한 컴퓨터 시뮬레이션 이미지. 우주에 있는 광원들의 어떤 가능한 광대한 분포를 보여준다―은하들와 퀘이사들의 정밀한 상대적 기여도는 명확하지 않다.

또다른 거대구조로는 은하와 거대한 기체 거품으로 이루어진, 폭 2억 광년의 SSA22 프로터클러스터(SSA22 Protocluster)가 있다.
2011년에는 ,약 25억 광년 크기의 거대한 퀘이사 그룹, U1.11이 발견되었다. 2013년 1월 11일, 또 다른 대형 퀘이사 그룹인 초거대퀘이사군이 발견되었는데, 이는 그 당시 우주에서 알려진 가장 큰 구조인 40억 광년 크기로 측정되었다. 2013년 11월에, 천문학자들은 헤라클레스자리-북쪽왕관자리 장성을 발견했는데, 전자보다 두 배나 더 큰 구조였다. 그것은 감마선 폭발의 지도화에 의해 정의되었다.
2021년에, 미국 천문학 협회는 자이언트 아크(The Giant Arc)의 탐지를 발표했다; 슬론 디지털 전천탐사에 의해 포착된 관측에서 목동자리 별자리의 지구에서 92억 광년 떨어져 있는 길이가 33억 광년에 달하는 초승달 모양의 은하들의 끈이였다.

### 거대함의 끝
거대함의 끝이란 대략 100Mpc(약 3억 광년)에서 발견된 것으로, 우주의 거대구조에서 보이는 군집들이 우주론 원리에 따라 균질하고 등방적으로 한 관측되는 규모를 의미한다. 이 규모 이후로는 의사무작위 프랙탈성(pseudo-random fractalness)이 나타나지 않는다. 더 작은 규모 탐사에서 볼 수 있는 초은하단들과 필라멘트들은 우주의 매끄러운 분포가 시각적으로 분명할 정도로 무작위화되어 있다. 1990년대의 적색편이 탐사(redshift survey)가 완료된 후에야 이 규모를 정확하게 관측할 수 있었다.

### 관측

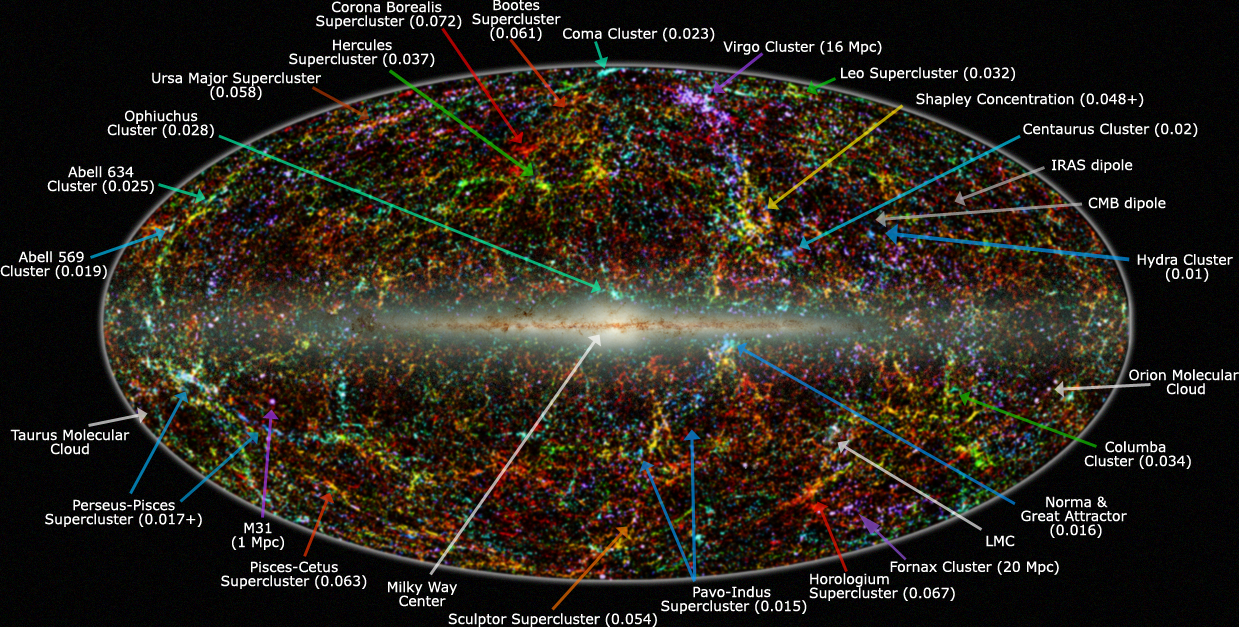
"전체 근적외선 하늘의 파노라마 뷰는 우리은하 너머에 있는 은하들의 분포를 나타낸다. 이 이미지는 2MASS 확장된 소스 카탈로그(Extended Source Catalogue, XSC)―150만 개 이상의 은하들을 포함, 그리고점 소스 커탈로그(Point Source Catalog, PSC)-거의 5억 개의 우리은하 별들로부터 도출되었다. 은하들은 웁살라 일반목록, 하버드-스미스소니안 천체물리학 센터, Tully NBGC, LCRS, 2dF 은하 적색편이 탐사, 6dFGS와 슬론 디지털 전천탐사(및 NASA 은하계외 대이터베이스(NASA Extragalactic Database)에서 수집한 다양한 관측)으로부터 얻은 적색편이나 K 대역(2.2 μm)에서 광도측정으로 추론되어 색-코드화되었다. 청색은 가장 가까운 광원(z < 0.01)이다; 녹색은 중간 거리(0.01 < z < 0.04)이며 또한 적색은 2MASS로 분해한 매우 먼 점광원(0.04 < z < 0.1)이다. 지도는 은하계(중앙에 우리은하)에서 한 동일한 면적 아이토프 도법이다."

거대구조의 또 다른 지표는 '라이먼-알파 숲'이다. 이것은 퀘이사들의 빛 스펙트럼에 나타나는 흡수선들의 한 집합체로, 그것은 은하계(대부분 수소) 가스의 거대하고 얇은 시트의 존재를 나타내는 것으로 해석된다. 이 시트들은 필라멘트들로 붕괴되어 필라멘트가 교차하거나 밀도가 지나치게 높은 곳에서 성장함에 따라 은하계에 먹이를 줄 수 있다. 이 가스의 우주 웹의 초기 직접적인 증거는 2019년, 일본의 리켄 선구적 연구 클러스터(RIKEN Cluster for Pioneering Research)와 영국의 더럼대학교의 천문학자들에 의하여, 라이먼-알파 방출들을 경유해 은하단간 중간 수소 형광을 위한 우주 손전등 역할을 하는, 한 은하단을 둘러싸고 또한 조명하는, 이 웹의 가장 밝은 부분으로부터의 빛을 탐지한 것이다.
2021년에, 롤랑 베이컨Roland Bacon이 이끄는 리옹 천체물리학 연구소(Centre de Recherche Astrophysique de Lyon)의 국제 팀은 2.5-4cMpc(공변 Mpc) 규모의 여러 우주 웹 필라멘트들을 추적한 적색편이 3.1에서 4.5로 확장된 라이만-알파 방출의 확산을 웹 노드들의 전형적인 거대한 구조들 밖의 필라멘트 환경들에서 최초로 관찰했다고 보고했다.
사물은 종종 나타나는 것과 다르기 때문에 우주적 규모에서 구조들을 설명할 때는 약간의 주의가 필요하다. 중력렌즈 효과는 전경의 천체들이 둘러싼 시공간을 휘게하고 (일반 상대성이론에 의해 예측된 것처럼) 또한 통과하는 광선들을 방향을 돌리게 할 때 이미지가 실제 소스와 다른 방향에서 비롯하는 것처럼 보이게 할 수 있다. 오히려 유용하게도, 강력한 중력렌즈 효과는 때때로 먼 은하들을 확대하여 탐지하기 쉽게 만든다. 일반적으로 간섭하는 우주에 의한 약한 중력렌즈 효과(weak gravitational lensing)-중력 전단(gravitational shear)은 관측된 거대구조를 미묘하게 변화시킨다.
만일 은하까지의 거리를 측정하기 위해서 적색편이만 사용한다면 우주의 거대구조도 또한 다르게 보인다. 예를 들어, 한 은하단 뒤에 있는 은하들을 그것에 끌리고 또한 그쪽으로 떨어지므로, 그래서 약간 청색편이된다(은하단이 없는 경우와 비교하여).  가까운 쪽에서는, 사물들은 약간 적색편이된다. 따라서, 만일 적색편이를 사용하여 거리를 측정하면 은하단의 환경들이 다소 찌그러져 보인다. 반대 효과가 이미 은하단 안에 있는 은하들에서 관측된다: 은하단은 은하단 중심 주위에 일부 임의의 움직임을 갖고, 또한 이러한 임의의 움직임이 적색편이로 변환될 때 그 은하단은 길어지게 나타난다. 이것은 한 "신의 손가락(fingers of God)"― 지구를 가리키는 은하들의 긴 사슬의 환영을 창조한다.

### 지구 우주 이웃의 우주학
바다뱀자리-센타우루스자리 초은하단의 중심에 있는, 거대 인력체라고 불리는 중력 이상 현상은 수억 광년에 걸친 지역에서 은하들의 움직임에 영향을 미찬다. 이 은하들은 허블-르메트르 법칙에 따라 모두 적색편이된다. 이것은 그것들이 우리에게서 그리고 서로에게서 멀어지고 있음을 나타내지만, 그들의 적색편이의 변화는 수만 개의 은하들에 해당하는 질량의 한 집중의 존재를 밝히기에 충분하다.
1986년에 발견된, 거대 인력체는, 바다뱀자리와 센타우루스자리 방향으로 1억 5천만에서 2억5000만 광년(2억5000만 광년은 가장 최근의 추정치) 사이의 거리에 위치한다. 그 부근에는 이웃들과 충돌하거나, 또는 많은 양의 전파들을 방출하는, 거대한 오래된 은하들의 수적 우세함이 있다.
1987년에, 하와이 대학교 천문연구소 소속의 천문학자 R. 브렌트 툴리R. Brent Tully는 그가 부르는, 물고기자리-고래자리 복합 초은하단을 발견하였다. 이 구조는 길이 10억 광년에 폭 1억5000만 광년으로, 그는 이곳에 국부 초은하단이 내재되었다고 주장했다.

## 일반 물질의 질량
관측 가능한 우주의 질량은 종종 1050톤 또는 1053kg으로 인용된다. 이 문맥에서는, 질량은 일반 물질을 가리키며 또한 성간매질(ISM)과 은하간매질(intergalactic medium IGM)을 포함한다. 그렇지만, 암흑물질과 암흑 에너지는 제외한다. 우주에 있는 일반 물질의 질량에 대한 이 인용된 값은 임계 밀도를 기반으로 추정할 수 있다. 그 계산들은 우주 전체의 부피를 알 수 없고 무한할 수 있기 때문에 관측 가능한 우주를 위한 것이다.

### 임계 밀도를 이용한 측정
임계 밀도는 우주가 평평한 경우를 위한 에너지 밀도이다. 만일 암흑 에너지가 없다면, 그것은 또한 우주의 팽창이 계속되는 팽창과 붕괴 사이에 놓여 있는 경우를 위한 밀도이기도 하다. 프리드만 방정식에서 {\displaystyle \rho _{c}} 값은 임계 밀도는:
{\displaystyle \rho _{c}={\frac {3H_{0}^{2}}{8\pi G}}}
여기서 G는 중력 상수이며 H = H0는 허블 상수의 현재 값이다. 유럽 우주국의 플랑크 망원경에 의해 제공된  H0 값은 H0 = 메가파섹당 초당 67.15km이다. 이것은 0.85×10-26kg/m3의 임계 밀도를 제공한다(일반적으로 입방 미터당 약 5개의 수소 원자로 인용됨). 이 밀도에는 4가지 중요한 유형의 에너지/질량이 포함된다: 일반 물질(4.8%), 중성미자들(0.1%), 차가운 암흑물질(26.8%) 및 암흑 에너지(68.3%)이다. 중성미자들은 표준 모형 입자들이지만 그들은 초상대론적(ultra-relativistic)이어서이기 때문에 따라서 물질보다는 복사처럼 거동하기(behave) 때문에 별도로 나열된다. 플랑크에 의해 측정된 일반 물질의 밀도는 전체 임계 밀도의 4.8% 또는 4.08×10-28kg/m3이다. 이 밀도를 질량으로 변환하려면, "관측 가능한 우주"의 반경을 기반으로 한 값인 부피를 곱해야 한다. 우주가 138억 년 동안 팽창해 왔기 때문에, 공변거리(반지름)는 이제 약 466억 광년이다. 따라서 부피(⁠4/3⁠πr3)는 3.58×1080m3이고 또한 일반 물질의 질량은 밀도(4.08×10-28kg/m3) 곱하기 부피(3.58×1080 m3) 또는 1.46×1053kg과 같다.

## 물질 내용―원자의 개수
위에서 논의한 바와 같이 일반 물질의 질량이 약 1.45×1053kg이라고 가정하면, 모든 원자가 수소 원자들(그것은 질량 기준으로 우리 은하의 모든 원자의 약 74%에 해당함)이라고 가정하면, 추정된 총 관측 가능한 우주의 원자들의 수는 일반 물질의 질량을 수소 원자의 질량으로 나눔으로써 얻어진다. 그 결과는 대략 1080개의 수소 원자들이며, 그것은  또한 에딩턴 수(Eddington number)라고도 알려져 있다.

## 가장 먼 천체
확인된 가장 먼 천체(2022년 기준)는 HD1으로 분류된 한 은하로, 적색편이가 13.27로 약 334억 광년의 거리에 해당한다. 2009년에, 감마선 폭발 GRB 090423은 8.2의 적색편이를 갖는 것으로 밝혀졌는데, 이는 우주의 나이가 겨우 6억 3,000만 년이었을 때 폭발을 일으킨 붕괴하는 별을 나타낸다. 폭발은 약 130억 년 전에 발생했으며 미디어에서 약 130억 광년의 거리가 널리 인용되었지만(때로는 130억3500만 광년이라는 더 정확한 수치) - 그렇지만, 허블-르메트르 법칙과 관측 가능한 우주의 크기를 정의하는 데 사용되는 "고유 거리"보다는 "광행거리"(거리 측정 (우주론) 참조)가 될 것이고 또한 우주론자 네드 라이트Ned Wright는 이 측정법을 사용하는 데 반대한다. 어떤 8.2의 적색편이에 대한 적절한 거리는 약 9.2 Gpc 또는 약 300억 광년이 될 것이다.

## 지평선
우리 우주의 관측 가능성의 한계는―다양한 물리적 제약에 따라―우주의 다양한 사건들에 대한 정보를 얻을 수 있는 범위를 제한하는 일련의 우주론적 지평에 의해 설정된다. 가장 유명한 지평선은 우주의 유한한 나이 때문에 볼 수 있는 정확한 거리에 한계를 설정하는 입자 지평선이다. 추가의 지평선들은 가능한 미래 관측 범위(우주팽창으로 인해 입자 지평선보다 더 큰), 최종 산란 표면의 한 "광학 지평선"과 연관되며 또한 중성미자들과 중력파들에 대한 최종 산란 표면과 관련된 지평선들과도 관련된다.

## 같이 보기
- 볼쇼이 우주론 시뮬레이션(Bolshoi Cosmological Simulation) – 우주의 컴퓨터 시뮬레이션
- 인과관계 – 인과관계의 물리학
- 우주의 역사 – 우주의 역사와 미래
- 암흑류 – 은하단 고유 속도의 무작위가 아닌 구성 요소
- 허블 부피(Hubble volume) – 우주의 팽창으로 인해 물체가 빛의 속도보다 빠른 속도로 관찰자로부터 멀어지는 관찰자를 둘러싼 관측 가능한 우주의 구형 영역
- 일러스트리스 프로젝트 – 컴퓨터 시뮬레이션 우주
- 다중 우주 – 다중 우주의 가상 그룹
- 크기의 차수들 (길이) – 아원자에서 천문학적 규모까지의 길이 범위
- 우주머신(UniverseMachine) – 컴퓨터 시뮬레이션 우주

## 노트
1. ↑  아래 플랑크 위성이 제공한 일반 물질의 백분율을 WMAP에서 제공한 총 에너지 밀도와 곱한다.
2. ↑  특수 상대성이론은 같은 국소 영역에 있는 가까운 물체는 서로에 대해 빛의 속도보다 빠르게 움직이지 못하게 하지만, 물체 사이의 공간이 확장되는 경우 멀리 있는 물체에는 이러한 제약이 없다. 토론을 위해서 고유거리의 사용들을 참조하라.
3. ↑   미래 가시성 한계의 공변거리는 Gott 외. 저 《우주의 지도A Map of the Universe》 8 페이지에 42억2000만 파섹(137억6000만 광년)으로 주어진 허블 반지름의 4.50배인 반면에, 현재 관측 가능한 우주의 현재 공변 반지름은 7페이지에 허블 반지름의 3.38배로 계산된다. 주어진 공변 반경의 구에 있는 은하의 수는 반지름의 세제곱에 비례하므로 8페이지의 미래 가시성 한계에서 관측 가능한 은하의 수와 오늘날 관측 가능한 은하의 수 사이의 비율은 (4.50/3.38)3 = 2.36이 될 것이다.
4. ↑  이것은 수학적 의미에서 "갇히지 않은(unbounded)" 것을 의미하지 않는다. 유한한 우주는 두 점 사이의 거리에 상계(upper bound)가 있다. 오히려 아무것도 없는 과거의 경계가 없다는 뜻이다. 측지선 다양체 참조.

## 추가 자료
- Vicent J. Martínez; Jean-Luc Starck; Enn Saar; David L. Donoho; et al. (2005). "Morphology Of The Galaxy Distribution From Wavelet Denoising". The Astrophysical Journal. 634 (2): 744–755. arXiv:astro-ph/0508326.
- Mureika, J. R. & Dyer, C. C. (2004). "Review: Multifractal Analysis of Packed Swiss Cheese Cosmologies". General Relativity and Gravitation. 36 (1): 151–184. arXiv:gr-qc/0505083.
- Gott, III, J. R.; et al. (May 2005). "A Map of the Universe". The Astrophysical Journal. 624 (2): 463–484. arXiv:astro-ph/0310571.
- F. Sylos Labini; M. Montuori & L. Pietronero (1998). "Scale-invariance of galaxy clustering". Physics Reports. 293 (1): 61–226. arXiv:astro-ph/9711073.